# 檵木
檵木（學名：Loropetalum chinense），《中国植物志》类推简化作𪲛木，又名梽木、桎木、檵花、紙末花，是金縷梅科檵木屬植物。

## 分布
分布於中国大陆南部和西南部以及日本、东南亚、印度东北部等地，生长於海拔450－1,500米的地区，多见於向阳的丘陵及山地，亦常出现在马尾松林及杉林下。

## 特征
常绿灌木，有时为小乔木；檵木有两个變種，原变种花白或淡黄色，叶绿色；红花檵木花粉至红色，新生叶铜红色，老叶橄榄绿或酒红色，老叶的颜色与育种和生长状况有关。
白花變種植株最高可達3.7米，而粉花至紅花變種一般只有1.5米高。冠幅1.8－2.4米，常绿灌木，罕有小乔木，分支形成平层，单叶互生，卵圆形，先端急尖，基部圆滑收缩，长2－5厘米，宽1.5－3.5厘米，叶面有磨砂感，花瓣4枚，线形；花两性，3－8朵簇生；木质蒴果，有星状毛；种子长卵形，长4－5毫米。
- 檵木为常绿灌木，有时为小乔木
- 檵木原变种花白或淡黄色，叶绿色
- 檵木原变种
- 檵木原变种
- 檵木原变种
- 红花檵木
- 红花檵木
- 红花檵木
- 红花檵木
- 红花檵木
- 红花檵木（L. chinense var. rubrum）的葉
- 红花檵木（L. chinense var. rubrum）果實

## 栽培
檵木可良好生长於肥沃、微酸性土壤，阳光充足的地点，这种情况下叶色最深，但条件稍差也可良好生长，可耐受−3℃的低温，一年施肥2－3次可使其生长得更好。是很好的观赏植物，因为其花朵外形别致，叶色多变，可能有绿、铜红、紫或红色。檵木病害很少，且无需修剪，除非要保持造型。可於春季或初夏播种或扦插嫩枝繁殖。USDA将其列入耐寒性第7－10类。

## 用途
中医学认为叶、花、果实可入药，能解热、止血，通经活络；枝叶可提取栲胶，种子可榨油。